# تتسورو دگاوا
تتسورو دگاوا (انگلیسی: Tetsurō Degawa؛ زادهٔ ۱۳ فوریهٔ ۱۹۶۴) بازیگر اهل ژاپن است.